# Vallée d'Aoste Enfer d'Arvier
Le Vallée d'Aoste Enfer d’Arvier est un vin rouge italien de la région autonome Vallée d'Aoste doté d'une appellation DOC depuis le 30 juillet 1985. Seuls ont droit à la DOC les vins récoltés à l'intérieur de l'aire de production définie par le décret. Les vignobles autorisés se situent en Vallée d'Aoste, sur la commune d'Arvier.
Les vignobles sont cultivés dans un amphithéâtre naturel très ensoleillé au bord de la Doire baltée.

## Caractéristiques organoleptiques
- couleur : rouge rubis intense tendant vers un rouge grenat après vieillissement.
- odeur : délicat avec des arômes de roses sauvage et de violette.
- saveur : sec, velouté, légèrement amer.

Le Vallée d'Aoste Enfer d’Arvier se déguste à une température de 15 à 17 °C et il se gardera de 3 à 6 ans.

## Production
Province, saison, volume en hectolitres :
- pas de données disponibles